# Trandagen

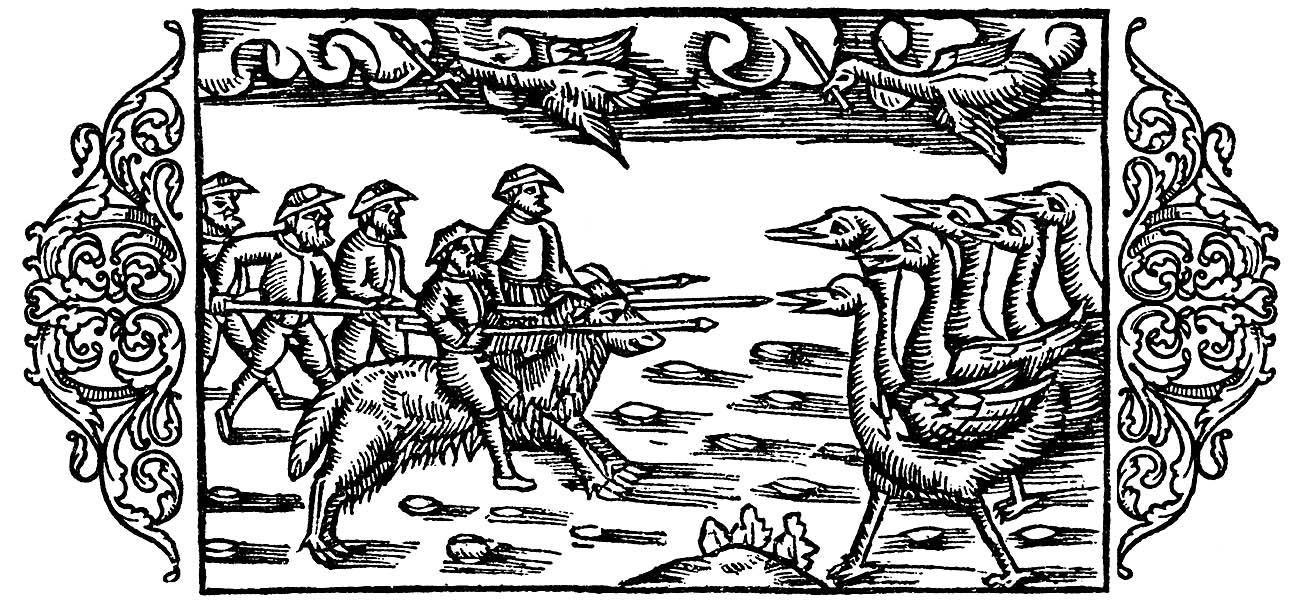

Trandagen är en tradition med en mycket lokal prägel, framförallt förknippad med sydöstra Småland, Öland och Blekinge , men också till viss del Västmanland, Värmland, Dalsland och Danmark. Trandagen inträffar när tranan åter syns på himlen efter vintervistelsen och firar att våren och ljuset har kommit tillbaka.
Traditionen relaterar till uttrycket ”Tranan bär ljus i säng”, känt sedan 1500-talets mitt. Tranans ankomst finns avbildad i Olaus Magnus (1490-1557) verk, som visar tranor bärandes ljus i näbben. Uttrycket refererar till att tranan förebådar vårens ankomst, då dagen har blivit så lång att det fortfarande är ljust då man går till sängs.
Trandagen inträffade vid olika tidpunkter på olika platser, bland annat 15 mars i Danmark, vårdagjämningen 21 mars i Småland och 12 mars i Kumla i Västmanland. I Kalmartrakten firas trandagen fortfarande den 25 mars varje år. På vissa håll ansågs det viktigt att jaga barnen, och i vissa fall tjänstefolket, tidigt i säng denna trandag medan det på andra håll istället var en festdag för barnen. I vissa orter klädde man ut sig till trana och lekte speciella lekar. En annan tradition var att skriva tranebrev till varandra som man lämnade i hemlighet. Enligt Nordiska museet firade man i Värmland och Dalsland även tranafton, då barnen gick runt och delade ut tranbrev. Ibland sprang barnen barfota runt huset för att härda fotsulorna inför sommaren.
Trandagen är främst en högtidsdag för barnen i sydöstra Sverige som otåligt väntar på tranans - och vårens - ankomst. Kalmar länsmuseum beskriver dagen: "Innan tranan kommer på natten till den 25 mars skall barnen måla och rita tranor. Bilderna skall ställas mot fönsterrutan i varje sovrum för att locka tranan och visa att det finns barn i huset som väntar på henne. Det är viktigt att spjällen och kakelugnsluckorna är öppna i de rum där det finns sådana. Inga dörrar skall vara stängda. Det går också bra att låta något fönster stå lite öppet så att hon kan komma in. Tranan är lurig och det är inte alltid som hon kommer på besök. Dels är hon synnerligen lättskrämd. Dels är kravet för att barnen skall få besök att de har uppfört sig ordentligt under året som gått (...) Innan barnen går och lägger sig på kvällen den 24 mars är det tillrådligt att de ställer en trana, som är målad på styvt papper och som har en bit ljus i näbben, på middagsbordet. Därefter kan de gå till sängs och vid sänggaveln kan de hänga upp sina strumpor. När de sedan vaknar på morgonen återstår att se om hon kom och vad hon lade i deras strumpor. Har de tur är strumporna fulla med godis. Ibland syns spår av henne i form av fjädrar hon har tappat på golvet, som barnen kan följa efter och se vilken väg hon tog. Hur länge barnen än försöker hålla sig vakna den kvällen missar de i allmänhet hennes besök. ”Barna skulle i säng medan solen var uppe på varferafton, annars skulle tranan göra något fult i sängen.” /Vaktmästare E. Olsson, Kalmar, 1930. Det har förekommit att folk har klätt ut sig till tranor i Kalmar län. De delade då ut godis till barnen medan de senare var vakna. Carl Wilhelm von Sydow skriver i sin artikel Tranan och Vårfrudagen om ett trankvällsupptåg av en barnsköterska som kom från Förlösa socken utanför Kalmar. ”Detta tillgick så att en person klädde ut sig till trana med en duk på huvudet, utdragen till en lång näbb, och med uppritade ögon. På händer och fötter voro dragna strumpor och det hela anordnat så likt en trana som omständigheterna medgåvo. Stora pappersvingar på ryggen fullbordade illusionen. Tranan kom med en ljusbit i ena handen och en käpp i den andra för att leta rätt på barnen och tvinga dem i säng. I sängen hade tranan lagt garnnystan som skulle föreställa hennes ägg. Idén var att barnen den dagen skulle gå till sängs vid dagsljus, annars skulle tranan komma och taga dem.”
Under trandagen ansågs dessutom allehanda lömska krafter vara i rörelse. I folkliga föreställningar skulle man under dagen inte tända något ljus. Får tranan se att det är tänt i ett hus där hon passerar, ansågs det att det skulle brinna i huset i fråga under årets lopp eller att någon skulle avlida. Trandagen kallades även 6räppadag, det vill säga början på vårkvartalet. Bonden höll reda på de tretton veckornas gång genom att räkna dem baklänges. I bondepraktikan sägs det att ...fryser det på denna dag skall det frysa i 40 nätter och lika mycket snö som det ligger på takets skuggsida skall bli liggande på nordvettande sluttningar till midsommar. 
Ett tidigare namn på trandagen var ljusdagen. Traditionen sägs även sammanhänga med Marie bebådelsedag eller vårfrudagen som inträffar vid samma tid. Paralleller har också blivit dragna till de folkseder som är knutna till S:t Nicolaus ute i Europa i december månad. Än kommer han och delar ut sina gåvor, än finner barnen dem i sina skor eller strumpor, utan att ha sett honom."
Trandagen inträffar i Kalmar län också på samma dag som den populära våffeldagen. Firarna anammar båda traditionerna:
"- Man vill väl både ha godis och våfflor"